# Leucocoria
La leucocoria (dal greco λευκός, leukós, «bianco» e κόρη, kóre, «pupilla») è un riflesso pupillare bianco, causato da un'anomalia della retina dell'occhio. La Leucocoria assomiglia al Tapetum lucidum, ma in questo caso è da considerarsi uno stato patologico. Infatti la leucocoria è un segno medico per una serie di condizioni, tra cui malattia di Coats, cataratta congenita, cicatrici corneali, melanoma del corpo ciliare, sindrome di Norrie, toxocariasi oculare, retinoblastoma e retinopatia del prematuro.
A causa della natura potenzialmente pericolosa per la vita nel caso di retinoblastoma, un tumore, questa condizione è di solito considerata nella valutazione di leucocoria. In alcuni rari casi (1%) il leucocoria è causata dalla malattia di Coats (fuoriuscita di vasi retinici).

## Diagnosi
Su fotografie scattate con il flash, invece del classico effetto occhi rossi, la leucocoria può causare un riflesso bianco brillante nell'occhio affetto. La leucocoria può essere visibile anche in condizioni di scarsa luce indiretta.
La leucocoria può essere rilevato da un esame oculistico di routine, grazie all'oftalmoscopio. Ai fini di screening, è utilizzato il test del riflesso rosso. In questo test, quando una luce viene fatta brillare brevemente attraverso la pupilla, una riflessione rosso arancione è considerata normale, mentre una riflessione bianca determina la leucocoria.